# Monica Seles
Monica Seles (Hongaars: Mónika Szeles; Servisch: Моника Селеш of Monika Seleš) (Novi Sad (Joegoslavië), 2 december 1973) is een voormalig tennisspeelster van Hongaarse afkomst, geboren en getogen in Novi Sad, toen Joegoslavië, nu Servië. Monica Seles heeft de Amerikaanse, Joegoslavische en Hongaarse nationaliteit. Zij is linkshandig en speelt met een tweehandige forehand en een tweehandige backhand.

## Loopbaan
Seles maakte haar debuut in het seniorencircuit in Boca Raton, toen ze slechts veertien jaar en drie maanden oud was (1988) en behaalde meteen ook een overwinning tegen Helen Kelesi om uiteindelijk het hoofd te buigen voor Chris Evert. In 1988 bereikte Seles ook de tweede ronde van het WTA-toernooi van Miami en de halve finales in New Orleans. Ze nam meteen de 88e plaats in op de wereldranglijst.
In 1989 stootte ze door tot de zesde plaats, onder meer door als 15-jarige, ongeplaatste wildcardspeelster het WTA-toernooi van Houston, waar ze in de finale Chris Evert vloerde, op haar naam te schrijven.
Na aan slechts zes professionele toernooien te hebben deelgenomen, bereikte ze meteen de halve finales van Roland Garros. In deze wedstrijd legde ze Steffi Graf het vuur na aan de schenen door pas na drie felbevochten sets haar meerdere in de Duitse te erkennen. In dat jaar bereikte ze eveneens de vierde ronde op Wimbledon en het US Open. Op 11 september bereikte ze als vijfde jongste speelster ooit een toptienplaats op de wereldranglijst, minder dan een jaar nadat ze professioneel van start ging.
Verder bereikte ze nog de finale van Dallas (verloren van Martina Navrátilová) en Brighton (verloren van Steffi Graf) en was ze halvefinaliste in Washington en Zürich. Haar eerste – en zeer succesvolle – jaar werd beloond met een ticket voor het eindejaarskampioenschap; ze verloor van Martina Navrátilová in drie sets.
In 1990 won zij haar eerste grandslamtoernooi, Roland Garros en ook behaalde zij haar eerste eindejaarskampioenschap in een vijfsetthriller tegen Gabriela Sabatini (de eerste keer in de geschiedenis van het kampioenschap dat er vijf sets nodig waren).
Op 11 maart 1991 nam zij de koppositie op de wereldranglijst van Steffi Graf over. In totaal heeft Seles 178 weken de wereldranglijst aangevoerd, waarvan ook een aantal weken als gedeelde nummer 1 met Steffi Graf (net na Seles' rentree: zie onder). In dat jaar – net als in 1992 – veroverde zij drie grandslamtitels: Australian Open, Roland Garros en US Open. In 1992 haalde Seles wel de finale van Wimbledon, maar zij verloor in die partij van Steffi Graf. Achteraf bekeken had Seles dus op één wedstrijd na een grand slam kunnen halen.
Bij die finalewedstrijd op Wimbledon 1992 zijn enige opmerkingen te plaatsen. In de loop van het toernooi begonnen tegenstandsters te klagen over Seles' gekreun, waarna zij in de finale letterlijk sprakeloos speelde: er was geen enkel kreuntje meer te horen. Zonder te kreunen – en tussen de vele regenpauzes door – verloor Seles de titelstrijd en daarmee haar enige kans op een grand slam.

### Steekpartij en rentree
Op 30 april 1993 werd Seles, tijdens een kwartfinalepartij tegen Magdalena Maleeva tijdens het tennistoernooi in Hamburg, met een mes in de schouder gestoken door Günther Parche, een 38-jarige Duitser die fan was van Graf en niet kon verkroppen dat Seles nummer 1 van de wereld zou blijven.
Haar rentree werd telkens uitgesteld, maar in de lente van 1995 werd geleidelijk duidelijk dat zij toch echt zou terugkeren. Ze speelde een demonstratiepartij tegen Martina Navrátilová in Atlantic City (VS) in de zomer van dat jaar. Die won ze en zo keerde Seles terug in het tenniscircuit op 15 augustus 1995 als co-nummer 1 van de wereld (samen met Steffi Graf). Haar eerste professionele toernooi, het Canadian Open, na haar rentree won ze meteen en zij stootte in haar volgende toernooi, het US Open 1995, door tot de finale waar ze nipt verloor van Steffi Graf.
Ze won nog één grandslamtoernooi na haar rentree, het Australian Open van 1996. Verder bereikte ze nog de finales van het US Open 1996 en Roland Garros 1998. Vooral het behalen van de finale op Roland Garros 1998 dwong veel respect af. Kort voor het toernooi overleed haar vader en ze was daardoor duidelijk aangeslagen. Desondanks behaalde ze op bijna imponerende wijze de finale. Zelfs in de halve finale versloeg ze met relatief gemak de toenmalige nummer 1 van de wereld Martina Hingis in twee sets, terwijl zij het jaar ervoor – eveneens in de halve finale – nog nipt van de Zwitserse verloor. In de finale was Arantxa Sánchez Vicario echter net een maatje te groot.
Op de Olympische spelen van 2000 in Sydney won zij de bronzen medaille in het enkelspel.
In de periode 1996–2002 maakte Seles deel uit van het Amerikaanse Fed Cup-team – zij behaalde daar een winst/verlies-balans van 17–2. In 1996 en 2000 gingen zij met de beker naar huis.
Na Roland Garros 2003 kwam Seles een tijdje niet meer in actie door een hardnekkige voetblessure. In februari 2005 speelde ze twee demonstratiepartijen tegen Navrátilová, die ze beide verloor.
Begin december 2007 kondigde ze aan dat ze in 2008 tijdens het toernooi van Key Biscane haar rentree zou maken. Ze wilde vooral gaan deelnemen aan de grandslamtoernooien en de grotere WTA-toernooien. Ze besloot echter van een comeback af te zien en kondigde op 14 februari 2008 aan dat ze haar tenniscarrière beëindigde.
In 2009 werd zij opgenomen in de internationale Tennis Hall of Fame.
In augustus 2025 werd bekend dat zij al drie jaar lijdt aan een ernstige spierziekte 

## Posities op de WTA-ranglijst
Positie per einde seizoen:
| jaar | rang enkelspel | rang dubbelspel |
| ---- | -------------- | --------------- |
| 1988 | 86             | –               |
| 1989 | 6              | –               |
| 1990 | 2              | 40              |
| 1991 | 1              | 22              |
| 1992 | 1              | –               |
| 1993 | 8              | –               |
| 1995 | 1              | –               |
| 1996 | 2              | –               |
| 1997 | 5              | 54              |
| 1998 | 6              | 53              |
| 1999 | 6              | 43              |
| 2000 | 4              | 112             |
| 2001 | 10             | 72              |
| 2002 | 7              | –               |
| 2003 | 60             | –               |

## Palmares
| Legenda                |
| ---------------------- |
| Grandslamtoernooi      |
| Olympische Spelen      |
| Year-End Championships |
| Tier I                 |
| Tier II                |
| Tier III               |
| Tier IV & V            |

### WTA-finaleplaatsen enkelspel
| nr.              | finale     | toernooi            | ondergrond    | tegenstandster            | score                   |         |
| ---------------- | ---------- | ------------------- | ------------- | ------------------------- | ----------------------- | ------- |
| gewonnen finales |            |                     |               |                           |                         |         |
| 1.               | 1989-04-30 | WTA Houston         | gravel        | Chris Evert               | 3-6, 6-1, 6-4           | details |
| 2.               | 1990-03-25 | WTA Key Biscayne    | hardcourt     | Judith Wiesner            | 6-1, 6-2                | details |
| 3.               | 1990-04-01 | WTA San Antonio     | hardcourt     | Manuela Maleeva-Fragnière | 6-4, 6-3                | details |
| 4.               | 1990-04-22 | WTA Tampa           | gravel        | Katerina Maleeva          | 6-1, 6-0                | details |
| 5.               | 1990-05-13 | WTA Rome            | gravel        | Martina Navrátilová       | 6-1, 6-1                | details |
| 6.               | 1990-05-20 | WTA Berlijn         | gravel        | Steffi Graf               | 6-4, 6-3                | details |
| 7.               | 1990-06-10 | Roland Garros       | gravel        | Steffi Graf               | 7-6, 6-4                | details |
| 8.               | 1990-08-19 | WTA Manhattan Beach | hardcourt     | Martina Navrátilová       | 6-4, 3-6, 7-6           | details |
| 9.               | 1990-11-04 | WTA Oakland         | tapijt (i)    | Martina Navrátilová       | 6-3, 7-6                | details |
| 10.              | 1990-11-18 | WTA Championships   | tapijt (i)    | Gabriela Sabatini         | 6-4, 5-7, 3-6, 6-4, 6-2 | details |
| 11.              | 1991-01-27 | Australian Open     | hardcourt     | Jana Novotná              | 5-7, 6-3, 6-1           | details |
| 12.              | 1991-03-24 | WTA Key Biscayne    | hardcourt     | Gabriela Sabatini         | 6-3, 7-5                | details |
| 13.              | 1991-04-21 | WTA Houston         | gravel        | Mary Joe Fernandez        | 6-4, 6-3                | details |
| 14.              | 1991-06-09 | Roland Garros       | gravel        | Arantxa Sánchez Vicario   | 6-3, 6-4                | details |
| 15.              | 1991-08-18 | WTA Manhattan Beach | hardcourt     | Kimiko Date               | 6-3, 6-1                | details |
| 16.              | 1991-09-08 | US Open             | hardcourt     | Martina Navrátilová       | 7-6, 6-1                | details |
| 17.              | 1991-09-22 | WTA Nichirei        | hardcourt     | Mary Joe Fernandez        | 6-1, 6-1                | details |
| 18.              | 1991-10-06 | WTA Milaan          | tapijt (i)    | Martina Navrátilová       | 6-3, 3-6, 6-4           | details |
| 19.              | 1991-11-17 | WTA Philadelphia    | tapijt (i)    | Jennifer Capriati         | 7-5, 6-1                | details |
| 20.              | 1991-11-24 | WTA Championships   | tapijt (i)    | Martina Navrátilová       | 6-4, 3-6, 7-5, 6-0      | details |
| 21.              | 1992-01-26 | Australian Open     | hardcourt     | Mary Joe Fernandez        | 6-2, 6-3                | details |
| 22.              | 1992-02-09 | WTA Essen           | tapijt (i)    | Mary Joe Fernandez        | 6-0, 6-3                | details |
| 23.              | 1992-03-01 | WTA Indian Wells    | hardcourt     | Conchita Martínez         | 6-3, 6-1                | details |
| 24.              | 1992-04-19 | WTA Houston         | gravel        | Zina Garrison-Jackson     | 6-1, 6-1                | details |
| 25.              | 1992-04-26 | WTA Barcelona       | gravel        | Arantxa Sánchez Vicario   | 3-6, 6-2, 6-3           | details |
| 26.              | 1992-06-07 | Roland Garros       | gravel        | Steffi Graf               | 6-2, 3-6, 10-8          | details |
| 27.              | 1992-09-13 | US Open             | hardcourt     | Arantxa Sánchez Vicario   | 6-3, 6-3                | details |
| 28.              | 1992-09-27 | WTA Nichirei        | hardcourt     | Gabriela Sabatini         | 6-2, 6-0                | details |
| 29.              | 1992-11-08 | WTA Oakland         | tapijt (i)    | Martina Navrátilová       | 6-3, 6-4                | details |
| 30.              | 1992-11-22 | WTA Championships   | tapijt (i)    | Martina Navrátilová       | 7-5, 6-3, 6-1           | details |
| 31.              | 1993-01-31 | Australian Open     | hardcourt     | Steffi Graf               | 4-6, 6-3, 6-2           | details |
| 32.              | 1993-02-14 | WTA Chicago         | tapijt (i)    | Martina Navrátilová       | 3-6, 6-2, 6-1           | details |
|                  |            |                     |               |                           |                         |         |
| 33.              | 1995-08-20 | WTA Toronto         | hardcourt     | Amanda Coetzer            | 6-0, 6-1                | details |
| 34.              | 1996-01-14 | WTA Sydney          | hardcourt     | Lindsay Davenport         | 4-6, 7-6, 6-3           | details |
| 35.              | 1996-01-28 | Australian Open     | hardcourt     | Anke Huber                | 6-4, 6-1                | details |
| 36.              | 1996-06-22 | WTA Eastbourne      | gras          | Mary Joe Fernandez        | 6-0, 6-2                | details |
| 37.              | 1996-08-11 | WTA Montréal        | hardcourt     | Arantxa Sánchez Vicario   | 6-1, 7-6                | details |
| 38.              | 1996-09-22 | WTA Nichirei        | hardcourt     | Arantxa Sánchez Vicario   | 6-1, 6-4                | details |
| 39.              | 1997-08-10 | WTA Manhattan Beach | hardcourt     | Lindsay Davenport         | 5-7, 7-5, 6-4           | details |
| 40.              | 1997-08-17 | WTA Toronto         | hardcourt     | Anke Huber                | 6-2, 6-4                | details |
| 41.              | 1997-09-21 | WTA Toyota          | hardcourt     | Arantxa Sánchez Vicario   | 6-1, 3-6, 7-6           | details |
| 42.              | 1998-08-23 | WTA Montréal        | hardcourt     | Arantxa Sánchez Vicario   | 6-3, 6-2                | details |
| 43.              | 1998-09-27 | WTA Toyota          | hardcourt     | Arantxa Sánchez Vicario   | 4-6, 6-3, 6-4           | details |
| 44.              | 1999-04-11 | WTA Amelia Island   | gravel        | Ruxandra Dragomir         | 6-2, 6-3                | details |
| 45.              | 2000-02-27 | WTA Oklahoma        | tapijt (i)    | Nathalie Dechy            | 6-1, 7-6                | details |
| 46.              | 2000-04-16 | WTA Amelia Island   | gravel        | Conchita Martínez         | 6-3, 6-2                | details |
| 47.              | 2000-05-21 | WTA Rome            | gravel        | Amélie Mauresmo           | 6-2, 7-6                | details |
| 48.              | 2001-02-25 | WTA Oklahoma        | tapijt (i)    | Jennifer Capriati         | 6-3, 5-7, 6-2           | details |
| 49.              | 2001-09-15 | WTA Bahia           | hardcourt     | Jelena Dokić              | 6-3, 6-3                | details |
| 50.              | 2001-10-07 | WTA Japan (Tokio)   | hardcourt     | Tamarine Tanasugarn       | 6-3, 6-2                | details |
| 51.              | 2001-10-14 | WTA Shanghai        | hardcourt     | Nicole Pratt              | 6-2, 6-3                | details |
| 52.              | 2002-02-17 | WTA Doha            | hardcourt     | Tamarine Tanasugarn       | 7-6, 6-3                | details |
| 53.              | 2002-05-25 | WTA Madrid          | gravel        | Chanda Rubin              | 6-4, 6-2                | details |
| verloren finales |            |                     |               |                           |                         |         |
| 1.               | 1989-09-24 | WTA Dallas          | tapijt (i)    | Martina Navrátilová       | 6-7, 3-6                | details |
| 2.               | 1989-10-29 | WTA Brighton        | tapijt (i)    | Steffi Graf               | 5-7, 4-6                | details |
| 3.               | 1991-03-03 | WTA Palm Springs    | hardcourt     | Martina Navrátilová       | 2-6, 6-7                | details |
| 4.               | 1991-03-31 | WTA San Antonio     | hardcourt     | Steffi Graf               | 4-6, 3-6                | details |
| 5.               | 1991-05-05 | WTA Hamburg         | gravel        | Steffi Graf               | 5-7, 7-6, 3-6           | details |
| 6.               | 1991-05-12 | WTA Rome            | gravel        | Gabriela Sabatini         | 3-6, 2-6                | details |
| 7.               | 1991-08-04 | WTA San Diego       | hardcourt     | Jennifer Capriati         | 6-4, 1-6, 6-7           | details |
| 8.               | 1991-11-10 | WTA Oakland         | tapijt (i)    | Martina Navrátilová       | 3-6, 6-3, 3-6           | details |
| 9.               | 1992-05-10 | WTA Rome            | gravel        | Gabriela Sabatini         | 5-7, 4-6                | details |
| 10.              | 1992-07-05 | Wimbledon           | gras          | Steffi Graf               | 2-6, 1-6                | details |
| 11.              | 1992-08-16 | WTA Los Angeles     | hardcourt     | Martina Navrátilová       | 4-6, 2-6                | details |
| 12.              | 1992-08-23 | WTA Montréal        | hardcourt     | Arantxa Sánchez Vicario   | 3-6, 6-4, 4-6           | details |
| 13.              | 1993-02-21 | WTA Parijs          | hardcourt (i) | Martina Navrátilová       | 3-6, 6-4, 6-7           | details |
|                  |            |                     |               |                           |                         |         |
| 14.              | 1995-09-10 | US Open             | hardcourt     | Steffi Graf               | 6-7, 6-0, 3-6           | details |
| 15.              | 1996-09-08 | US Open             | hardcourt     | Steffi Graf               | 5-7, 4-6                | details |
| 16.              | 1996-11-10 | WTA Oakland         | tapijt (i)    | Martina Hingis            | 2-6, 0-6                | details |
| 17.              | 1997-03-29 | WTA Key Biscayne    | hardcourt     | Martina Hingis            | 2-6, 1-6                | details |
| 18.              | 1997-04-06 | WTA Hilton Head     | gravel        | Martina Hingis            | 6-3, 3-6, 6-7           | details |
| 19.              | 1997-05-27 | WTA Madrid          | gravel        | Jana Novotná              | 5-7, 1-6                | details |
| 20.              | 1997-08-03 | WTA San Diego       | hardcourt     | Martina Hingis            | 6-7, 4-6                | details |
| 21.              | 1998-06-07 | Roland Garros       | gravel        | Arantxa Sánchez Vicario   | 6-7, 6-0, 2-6           | details |
| 22.              | 1998-10-25 | WTA Moskou          | tapijt (i)    | Mary Pierce               | 6-7, 3-6                | details |
| 23.              | 1999-08-22 | WTA Toronto         | hardcourt     | Martina Hingis            | 4-6, 4-6                | details |
| 24.              | 1999-09-26 | WTA Toyota          | hardcourt     | Lindsay Davenport         | 5-7, 6-7                | details |
| 25.              | 2000-08-06 | WTA San Diego       | hardcourt     | Venus Williams            | 0-6, 7-6, 3-6           | details |
| 26.              | 2000-08-27 | WTA New Haven       | hardcourt     | Venus Williams            | 2-6, 4-6                | details |
| 27.              | 2000-11-19 | WTA Championships   | tapijt (i)    | Martina Hingis            | 7-6, 4-6, 4-6           | details |
| 28.              | 2001-08-05 | WTA San Diego       | hardcourt     | Venus Williams            | 2-6, 3-6                | details |
| 29.              | 2001-08-12 | WTA Los Angeles     | hardcourt     | Lindsay Davenport         | 3-6, 5-7                | details |
| 30.              | 2002-02-03 | WTA Tokio           | tapijt (i)    | Martina Hingis            | 6-7, 6-4, 3-6           | details |
| 31.              | 2003-02-02 | WTA Tokio           | tapijt (i)    | Lindsay Davenport         | 7-6, 1-6, 2-6           | details |
| 32.              | 2003-02-22 | WTA Dubai           | hardcourt     | Justine Henin-Hardenne    | 6-4, 6-7, 5-7           | details |

### WTA-finaleplaatsen vrouwendubbelspel
| nr.              | finale     | toernooi         | ondergrond | partner            | tegenstandsters                            | score         |         |
| ---------------- | ---------- | ---------------- | ---------- | ------------------ | ------------------------------------------ | ------------- | ------- |
| gewonnen finales |            |                  |            |                    |                                            |               |         |
| 1.               | 1990-05-13 | WTA Rome         | gravel     | Helen Kelesi       | Laura Garrone Laura Golarsa                | 6-3, 6-4      | details |
| 2.               | 1991-03-31 | WTA San Antonio  | hardcourt  | Patty Fendick      | Jill Hetherington Kathy Rinaldi            | 7-6, 6-2      | details |
| 3.               | 1991-05-12 | WTA Rome         | gravel     | Jennifer Capriati  | Nicole Provis Elna Reinach                 | 7-5, 6-2      | details |
| 4.               | 1992-05-10 | WTA Rome         | gravel     | Helena Suková      | Katerina Maleeva Barbara Rittner           | 6-1, 6-2      | details |
|                  |            |                  |            |                    |                                            |               |         |
| 5.               | 1997-09-21 | WTA Toyota       | hardcourt  | Ai Sugiyama        | Julie Halard-Decugis Chanda Rubin          | 6-1, 6-0      | details |
| 6.               | 1998-09-27 | WTA Toyota       | hardcourt  | Anna Koernikova    | Mary Joe Fernandez Arantxa Sánchez Vicario | 6-4, 6-4      | details |
| verloren finales |            |                  |            |                    |                                            |               |         |
| 1.               | 1997-11-09 | WTA Chicago      | tapijt (i) | Lindsay Davenport  | Alexandra Fusai Nathalie Tauziat           | 3-6, 2-6      | details |
| 2.               | 1998-11-15 | WTA Philadelphia | tapijt (i) | Natallja Zverava   | Jelena Lichovtseva Ai Sugiyama             | 5-7, 6-4, 2-6 | details |
| 3.               | 1999-03-28 | WTA Key Biscayne | hardcourt  | Mary Joe Fernandez | Martina Hingis Jana Novotná                | 0-6, 4-6, 6-7 | details |

## Resultaten grandslamtoernooien
| Legenda | Legenda                          |
| ------- | -------------------------------- |
| g.t.    | geen toernooi gehouden           |
| l.c.    | lagere categorie                 |
| –       | niet deelgenomen                 |
| G       | uitgeschakeld in de groepsfase   |
| 1R      | uitgeschakeld in de eerste ronde |
| 2R      | uitgeschakeld in de tweede ronde |
| 3R      | uitgeschakeld in de derde ronde  |
| 4R      | uitgeschakeld in de vierde ronde |
| KF      | uitgeschakeld in de kwartfinale  |
| HF      | uitgeschakeld in de halve finale |
| F       | de finale verloren               |
| W       | het toernooi gewonnen            |
| w-v     | winst/verlies-balans             |

### Enkelspel
| Toernooi        | 1989 | 1990 | 1991 | 1992 | 1993 |   | 1995 | 1996 | 1997 | 1998 | 1999 | 2000 | 2001 | 2002 | 2003 |
| --------------- | ---- | ---- | ---- | ---- | ---- | - | ---- | ---- | ---- | ---- | ---- | ---- | ---- | ---- | ---- |
| Australian Open | –    | –    | W    | W    | W    | – | W    | –    | –    | HF   | –    | KF   | HF   | 2R   |      |
| Roland Garros   | HF   | W    | W    | W    | –    | – | KF   | HF   | F    | HF   | KF   | –    | KF   | 1R   |      |
| Wimbledon       | 4R   | KF   | –    | F    | –    | – | 2R   | 3R   | KF   | 3R   | KF   | –    | KF   | –    |      |
| US Open         | 4R   | 3R   | W    | W    | –    | F | F    | KF   | KF   | KF   | KF   | 4R   | KF   | –    |      |

### Vrouwendubbelspel
| Australian Open | –  | –  | HF | –  | –  | –  | 3R | HF |
| Roland Garros   | –  | 3R | –  | –  | 2R | –  | 2R | –  |
| Wimbledon       | –  | 1R | –  | 1R | 2R | –  | KF | –  |
| US Open         | 1R | 2R | –  | –  | –  | 1R | KF | –  |